# アラビアータ

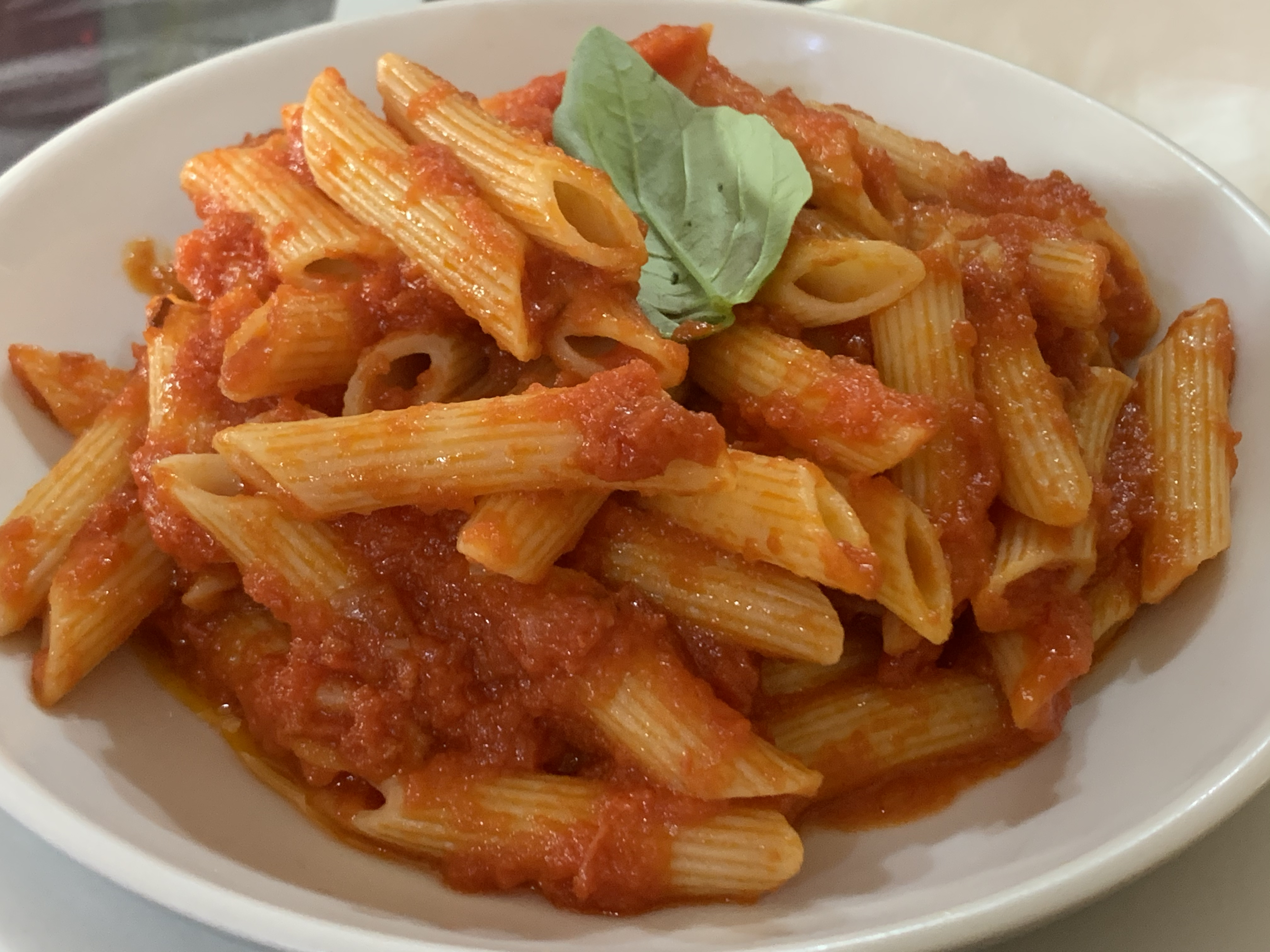
ペンネ・アラビアータ

アラビアータ (イタリア語: all'arrabbiata) は、イタリア料理で、唐辛子を利かせたトマトソースのこと。

## 作り方
唐辛子を多めに入れたり、オイルに味つけをしたりして、唐辛子の味を強くしたトマトソースを作り、茹でたパスタに絡めた料理である。好みでバジリコなどのハーブを添えることもある。ペンネで作ると「ペンネ・アラビアータ（Penne all'Arrabbiata）」、スパゲッティは「スパゲッティ・アラビアータ（Spaghetti all'Arrabbiata）」になる。このソースはピザなどにも使われる。また、調理済みのソースとしても販売されている。
アラビアータ（arrabbiata）はより忠実に読むとアッラッビアータとなるが、これはイタリア語で「怒り」を意味しており、「怒りん坊」とも訳される。イタリア語では「〜風の」という「all'」を付けるのが正しく、カタカナにすると「アッラッラッビッアータ」と読む。地名のアラビア (Arabia) との関係はない。
一般的な作り方は以下の通りである。
1. オリーブ・オイルをフライパンで温め、スライスしたニンニク、鷹の爪を加え炒める。
2. トマトピューレを加えて煮込み、塩で味を調える。
3. 2に茹でたパスタを絡める。

## 関連文献
- Silvia., Spagni, (2010). L'arte di cucinare alla romana : ricette tradizionali e curiosi aneddoti per piatti da imperatore. Roma: Newton Compton. ISBN 9788854122574. OCLC 955291501.
- Giorgioni, Livio, (2002). La grande abbuffata : percorsi cinematografici fra trame e ricette. Pontiggia, Federico, 1978-, Ronconi, Marco, 1972-. Cantalupa (Torino): Effatà. p. 25. ISBN 9788874020225. OCLC 50875311.